# Fluoritstruktur

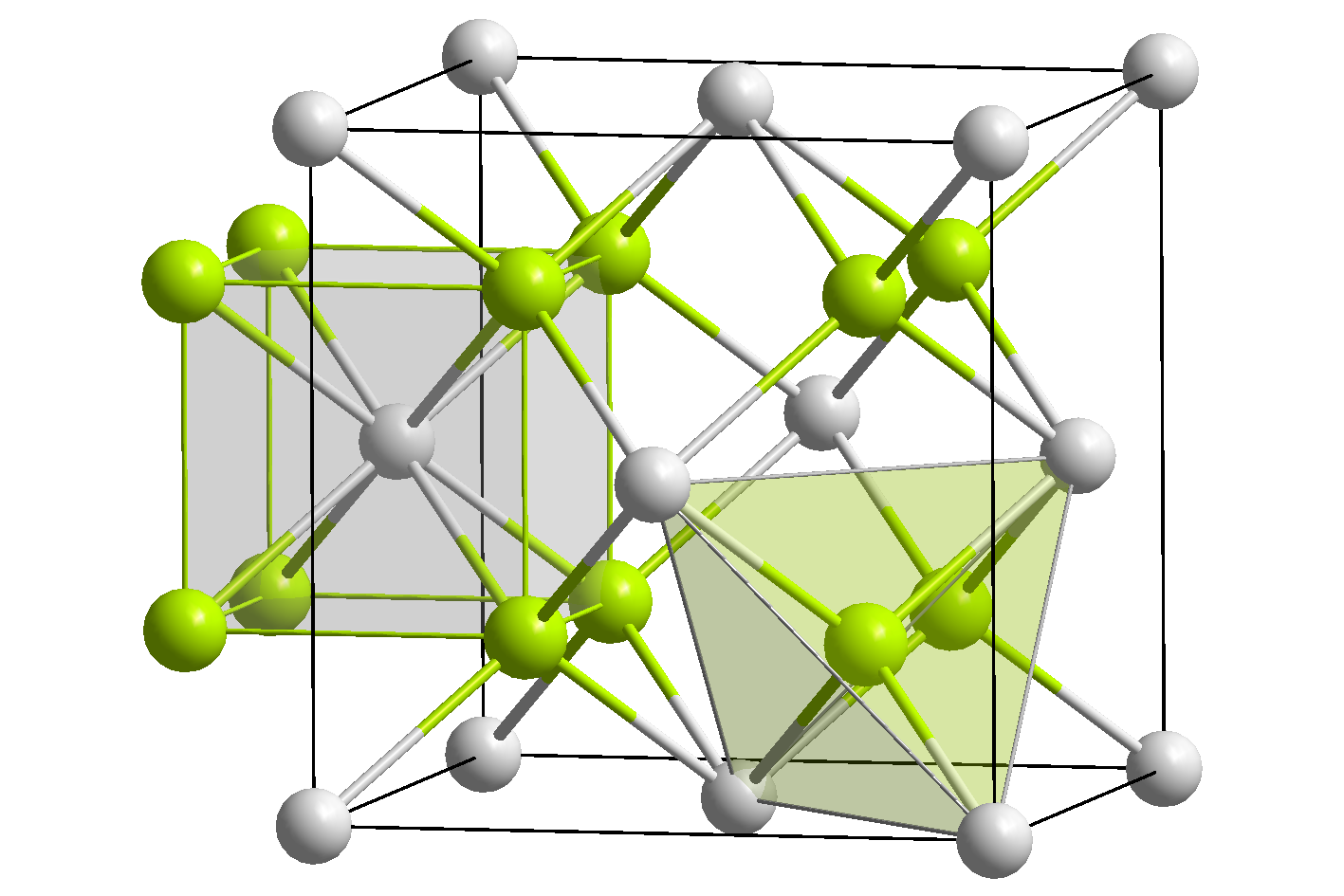
Calciumfluorid-Elementarzelle: Calcium in grau, Fluor in gelbgrün

Die Fluoritstruktur ist einer der wichtigsten Strukturtypen für Salze der Zusammensetzung MX2. In ihm kristallisiert beispielsweise Calciumfluorid (CaF2), das, wenn es natürlich vorkommt, Fluorit heißt. 
Dabei bilden die Calcium-Ionen ein kubisch flächenzentriertes Gitter, bei dem die Fluor-Ionen in den 8 Tetraederlücken liegen. Damit ist ein Fluor-Ion tetraedrisch von 4 Calcium-Ionen umgeben und ein Calcium-Ion in Form eines Würfels von 8 Fluor-Ionen.
Alternativ kann die Fluoritstruktur beschrieben werden als kubisch primitive Packung von Fluor-Ionen, in der die Hälfte der von Fluor-Ionen gebildeten Würfel durch Calcium-Ionen derart besetzt ist, dass jeder besetzte Würfel von unbesetzten umgeben ist (als dreidimensionales Analogon zu Schachbrettern).
Die Raumgruppe dieses Strukturtyps ist Fm3m (Nr. 225), die Struktur-Bericht-Bezeichnung C1, das Pearson-Symbol cF12.
Salze der Zusammensetzung MX2 kristallisieren für gewöhnlich im Fluorit-Typ, wenn für das Verhältnis der Ionenradien von Kation zu Anion gilt:
{\displaystyle {\frac {r_{k}}{r_{a}}}>0{,}732}.
Verbindungen mit kleineren Radenverhältnissen kristallisieren meist im Rutil-Typ.
In der eng verwandten Anti-Fluoritstruktur sind die Positionen von Kationen und Anionen vertauscht. In diesem Strukturtyp kristallisiert beispielsweise Natriumoxid (Na2O).